# أندرياس أوبست
أندرياس أوبست (بالألمانية: Andreas Obst) مواليد 13 يوليو 1996 في هاله، هو لاعب كرة سلة ألماني. بدأ مسيرته الاحترافية في سنة 2015. يلعب مع غيسن فورتي سيكسرز كلاعب هجوم خلفي. يحمل الرقم 17. لعب مع بروس باسكتس في الدوري الألماني لكرة السلة.

## روابط خارجية
- أندرياس أوبست على موقع الاتحاد الدولي لكرة السلة (الإنجليزية)
- أندرياس أوبست على موقع الدوري الأوروبي لكرة السلة (الإنجليزية)
- أندرياس أوبست على موقع الدوري الإسباني لكرة السلة (الإسبانية)
- أندرياس أوبست على موقع كرة السلة الأوروبية.كوم (الإنجليزية)
- أندرياس أوبست على موقع ريلجم (الإنجليزية)
- أندرياس أوبست على موقع بروبوليرز (الإنجليزية)
- أندرياس أوبست على موقع سبورتس رفرنس (الإنجليزية)
- أندرياس أوبست على موقع اللجنة الأولمبية الدولية (الإنجليزية)
- أندرياس أوبست على موقع أوليمبيديا (الإنجليزية)
- أندرياس أوبست على موقع اللجنة الأولمبية الألمانية (الألمانية)